# Cristian Bolton
Cristian Bolton (Puerto Montt, 10 oktober 1973) is een Chileens piloot en kunstvlieger. Sinds 2014 neemt hij deel aan de Red Bull Air Race World Series.

## Carrière

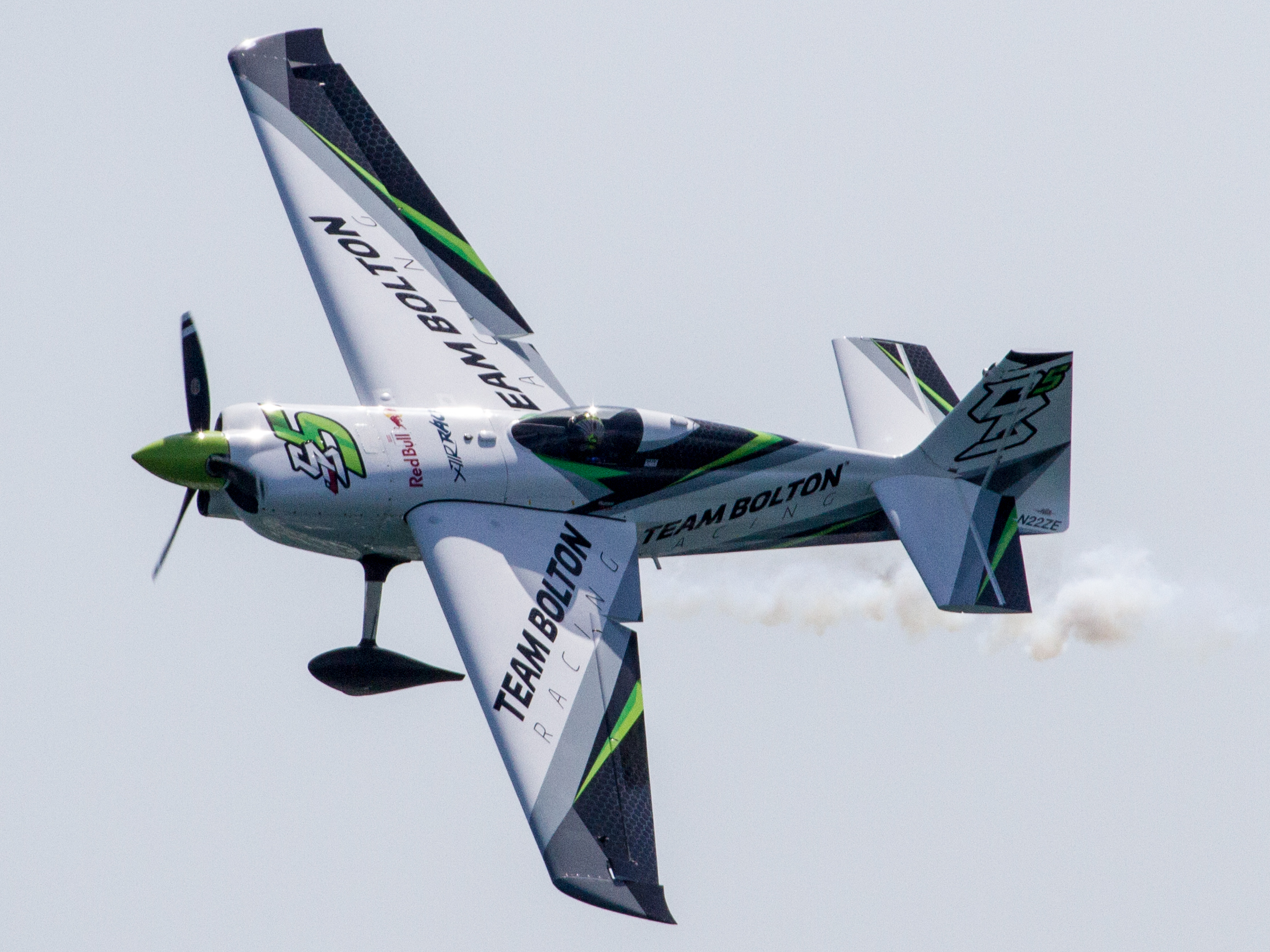
2017 Red Bull Air Race of Chiba - N22ZE

In 1992 werd Bolton opgenomen in het Chileense leger. In 1994 werd hij militair piloot en in 1996 werd hij vechtpiloot. Vanaf 1999 was hij ook instructeur voor vechtpiloten in opleiding. In 2002 beëindigde hij zijn carrière als vechtpiloot en sloot zich aan bij het kunstvliegteam "Escuadrilla de Alta Acrobacia Halcones".
In 2014 maakte Bolton zijn debuut in de Challenger Class van de Red Bull Air Race World Series. Tijdens zijn derde race op de Texas Motor Speedway behaalde hij zijn eerste podium met een tweede plaats achter Mikaël Brageot. Hiermee behaalde hij acht punten, waardoor hij op de tiende plaats in het kampioenschap eindigde.
In 2015 won Bolton de eerste race van het seizoen in Abu Dhabi en behaalde hij nog drie podiumplaatsen in Chiba en Sotsji en op de Ascot Racecourse. Hij werd vierde in de eindstand en sloot de speciale race om het kampioenschap op de Las Vegas Motor Speedway af op de derde plaats.
In 2016 behaalde Bolton zijn tweede overwinning in de Challenger Class in Chiba en stond hij nog een keer op het podium op de Ascot Racecourse. Hierna mocht hij in de laatste twee races van de hoofdklasse deelnemen als vervanger van de verongelukte Hannes Arch. Ook in 2017 neemt hij deel aan de hoofdklasse en behaalde in de eerste race in Abu Dhabi met een zevende plaats zijn eerste puntenfinish in deze klasse.